# Khalil Al Ghamdi
Khalil Ibrahim Al Ghamdi (Riade, 2 de setembro de 1970) é um árbitro de futebol dos Emirados Árabes Unidos.
Tem 1,76 m de altura e pesa 74 kg. Professor, Khalil Al Ghamdi começou a apitar profissionalmente em 1 de janeiro de 2002. Participou, entre outras competições, das Eliminatórias da Copa do Mundo FIFA de 2006 e 2010 e dos Jogos Olímpicos de Verão de 2008. Foi selecionado para participar da Copa do Mundo FIFA 2010, com os assistentes Hassan Kamranifar do Irã e Saleh Mohamed Al Marzouqi dos Emirados Árabes Unidos.